# The Lion Sleeps Tonight

"The Lion Sleeps Tonight", også kendt som "Wimoweh", er en sang, der begyndte som det sydafrikanske hit "Mbube" i 1939, da det blev indspillet af "Solomon Linda and the Evening Birds" under Gallo Record Company. Det blev, gennem ændrede versioner, også et hit i USA og Storbritannien sunget af mange forskellige kunstnere bl.a. det amerikanske band The Tokens og det britiske band Tight Fit.
En dansk undersættelse af Flemming Jørgensen, blev til hittet "Vimmersvej" for Bamses Venner.
| Musik | Spire Denne musikartikel er en spire som bør udbygges. Du er velkommen til at hjælpe Wikipedia ved at udvide den. |